# Parc Herăstrău
 (décembre 2023).
Si vous disposez d'ouvrages ou d'articles de référence ou si vous connaissez des sites web de qualité traitant du thème abordé ici, merci de compléter l'article en donnant les références utiles à sa vérifiabilité et en les liant à la section « Notes et références ».
Le parc Herăstrău (en roumain : Parcul Herăstrău) est un parc public de la ville de Bucarest, capitale de la Roumanie.

## Situation
Le parc situé au nord de Bucarest dans le secteur 1 est délimité par la chaussée Kiseleff, la place de la Presse libre et la chaussée Bucarest-Ploiești à l'ouest, le boulevard Maréchal Constantin Prezan au sud, la place Charles-de-Gaulle au sud-est, les boulevards des Aviateurs et de Pékin, puis la chaussée du Nord, à l'est, enfin la rue Hélène Vacaresco au nord.

## Histoire
Autrefois pleine de marais, la zone est drainée entre 1930 et 1935 et le parc est ouvert en 1936. Selon la période historique, le parc est dénommé successivement parc National, parc Carol II et parc Staline.

## Le parc
Le parc a une superficie d'environ 1,1 km2, dont 0,7 km2 de surface pour le lac qui s'étend au centre. Cette grande étendue d'eau a un double objectif : en été, l'eau est pleine de petites barques, d'avirons et de bateaux à moteur qui servent de divertissement pour ses visiteurs ; en hiver, le lac gèle et les amateurs de patinage peuvent aller patiner sur le lac glacé.
Le parc est divisé en deux zones : une zone rustique ou naturel, comprenant le musée du village roumain, qui a été laissé plus ou moins intacte, et une zone de loisirs ouvertes aux activités de détente et de jeux.
Le parc possède une grande variété d'arbres, notamment des érables, des frênes, des peupliers, des saules et des tilleuls.
Des statues ornent le parc, notamment celle réalisée par le sculpteur belge Jef Lambeaux.

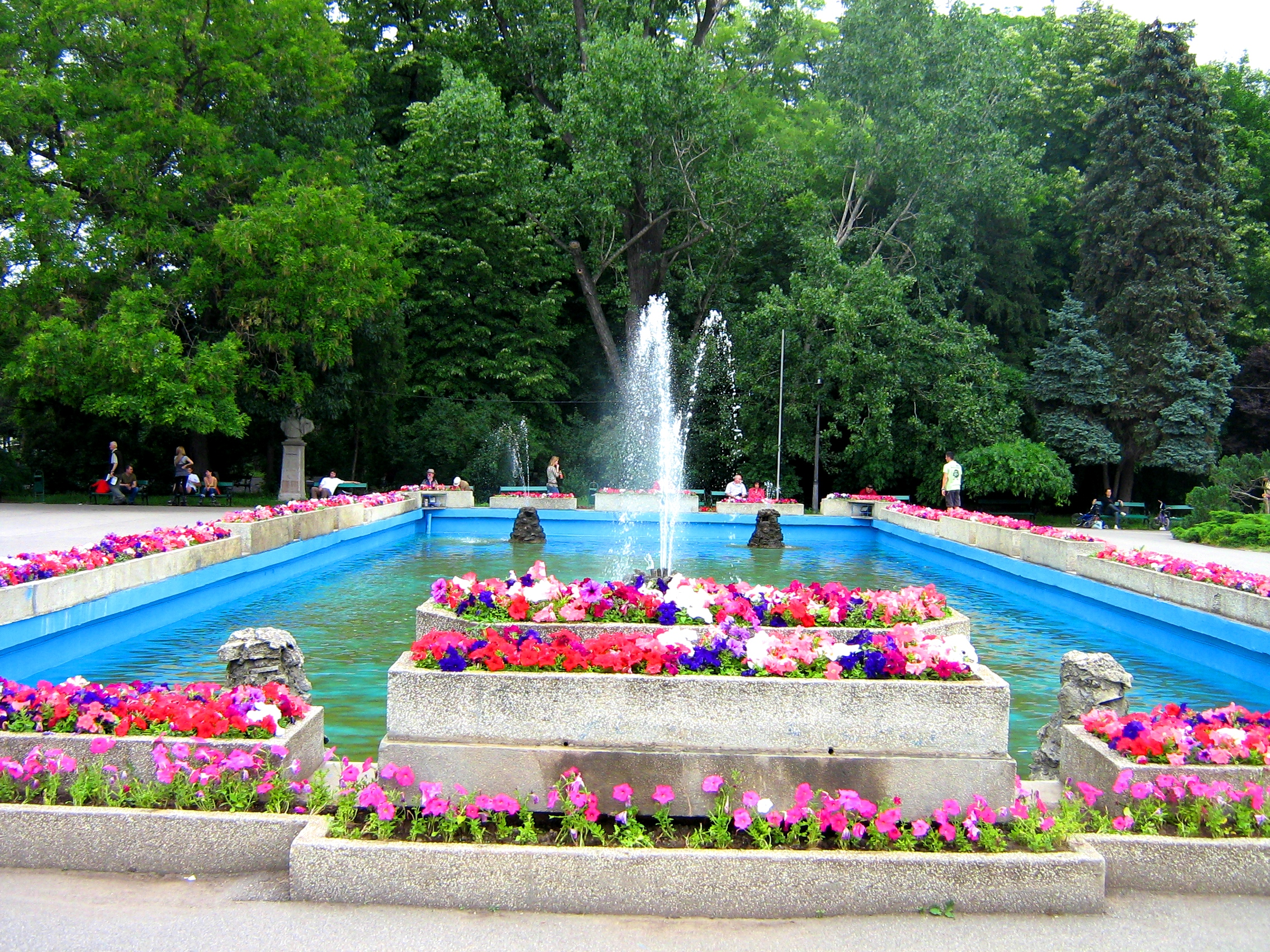
Bassin fleuri au parc Herăstrău.
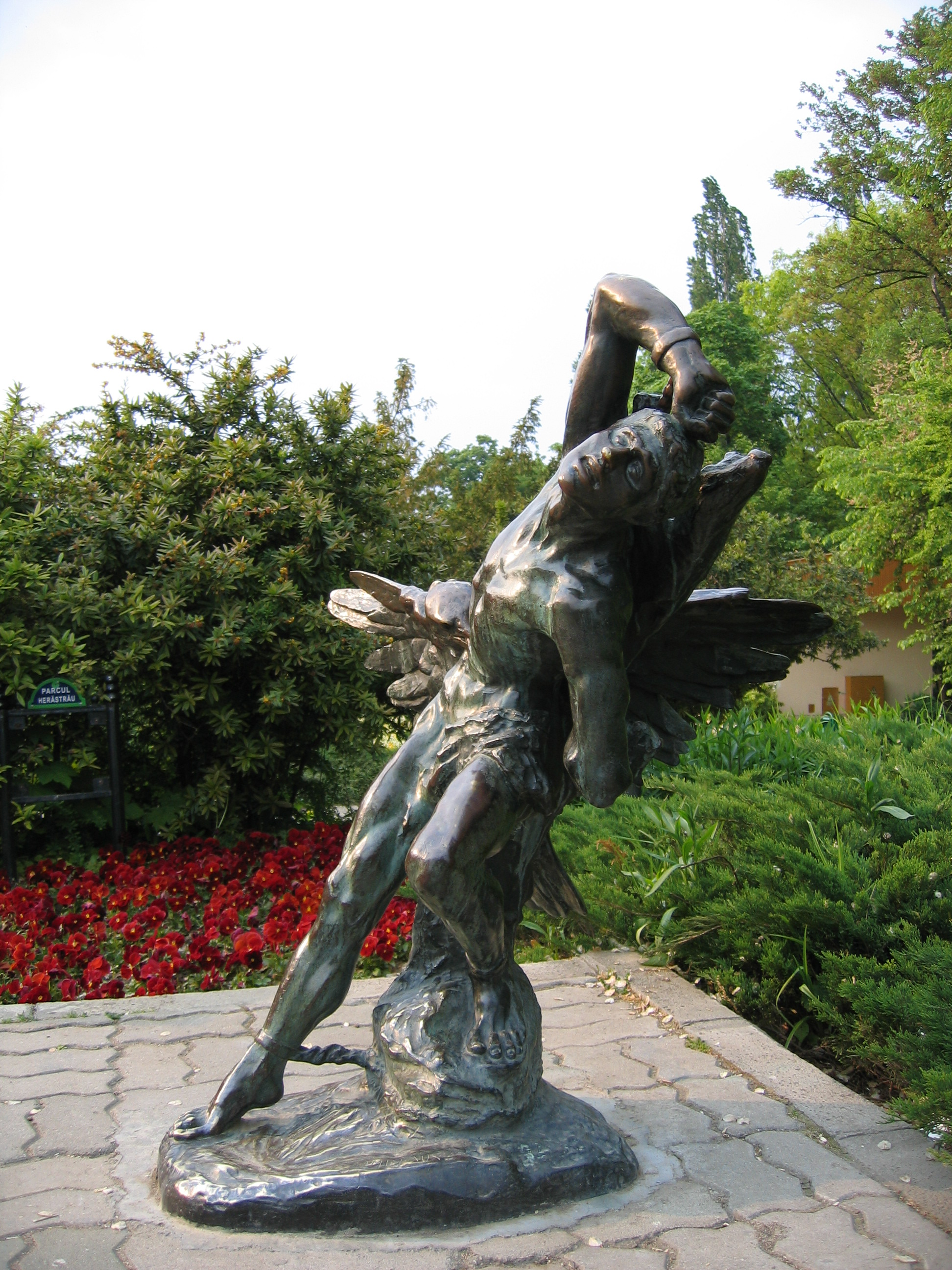
Statue de Jef Lambeaux.
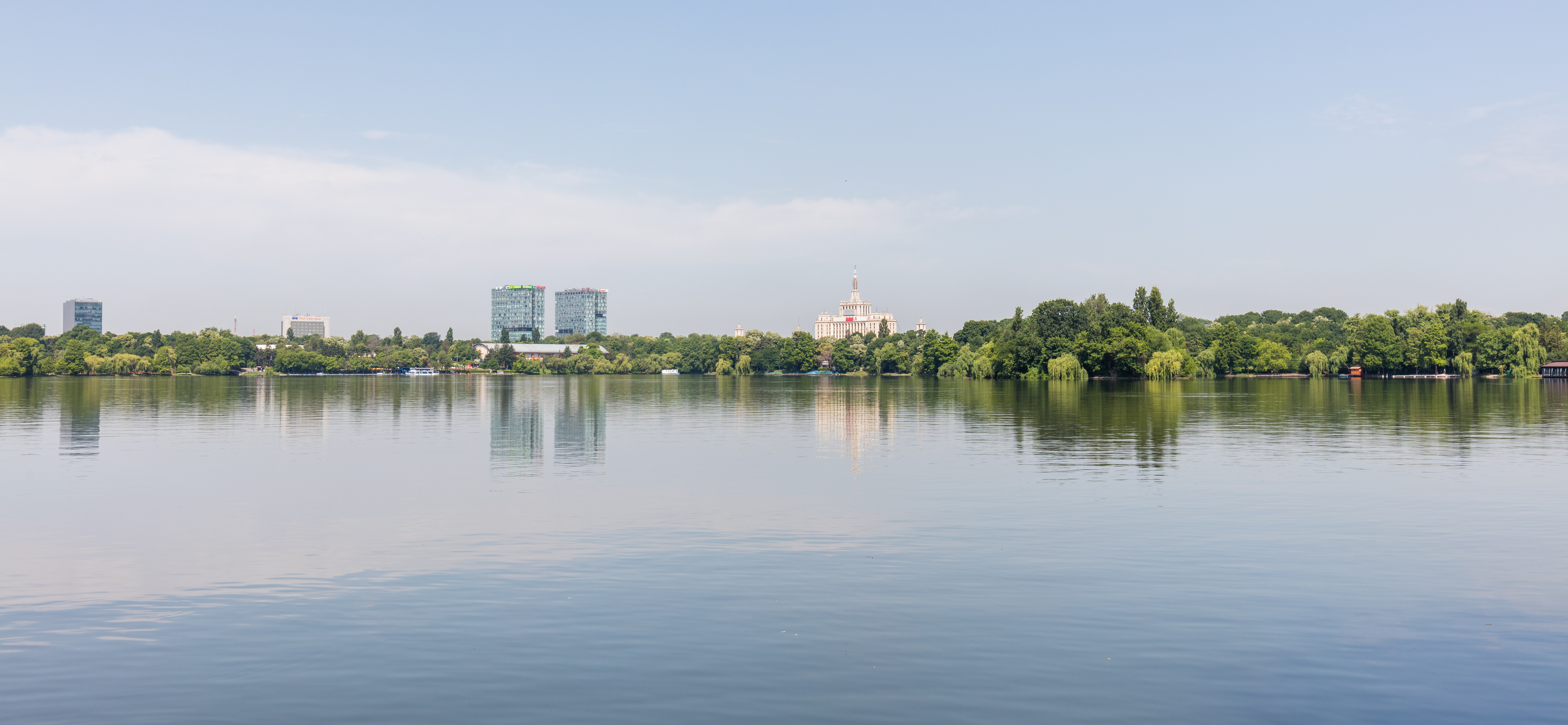
Lac Herăstrău.
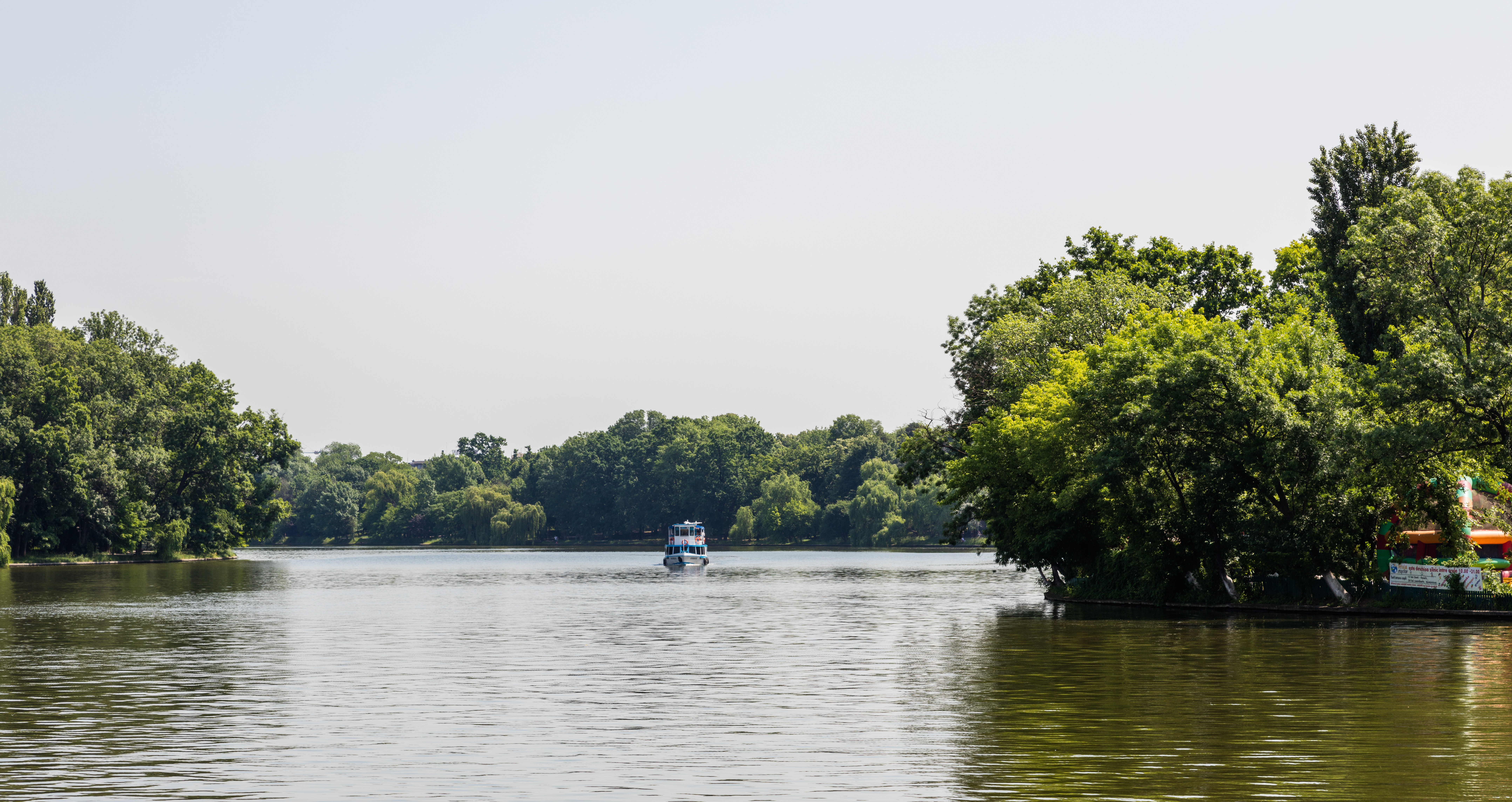
Bateau dans le lac.
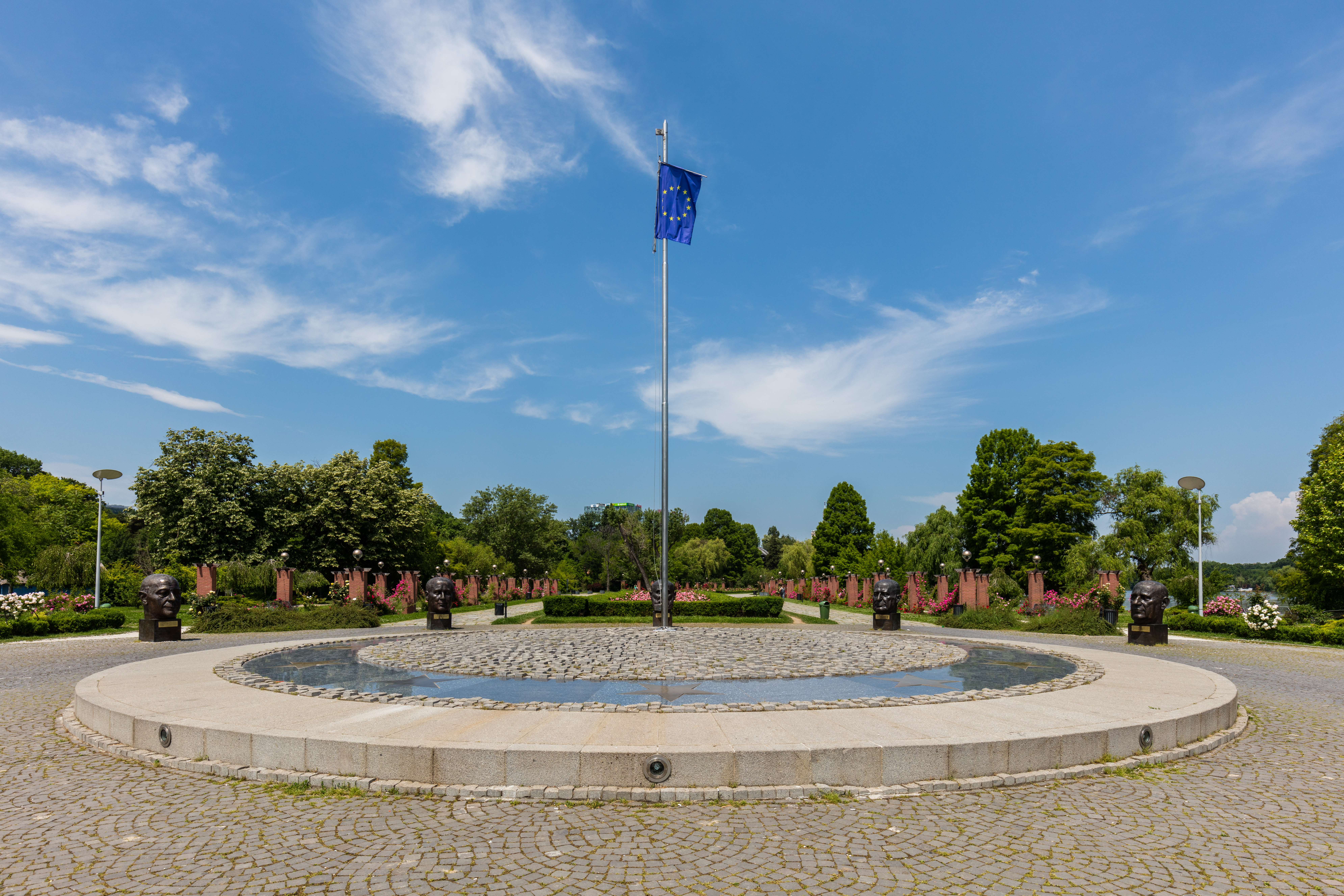
Place.